# Tegalsari Barat
Tegalsari Barat is een bestuurslaag in het regentschap Pemalang van de provincie Midden-Java, Indonesië. Tegalsari Barat telt 4870 inwoners (volkstelling 2010).